# Plebejus brunhilda
Plebejus brunhilda är en fjärilsart som beskrevs av Arthur Francis Hemming 1932. Plebejus brunhilda ingår i släktet Plebejus och familjen juvelvingar. Inga underarter finns listade i Catalogue of Life.